# Charles Auguste Varsavaux
Charles Auguste Varsavaux dit Lucien Varsavaux (1866-1935) est un photographe français, qui a travaillé au sein du studio Waléry de Paris.

## Biographie

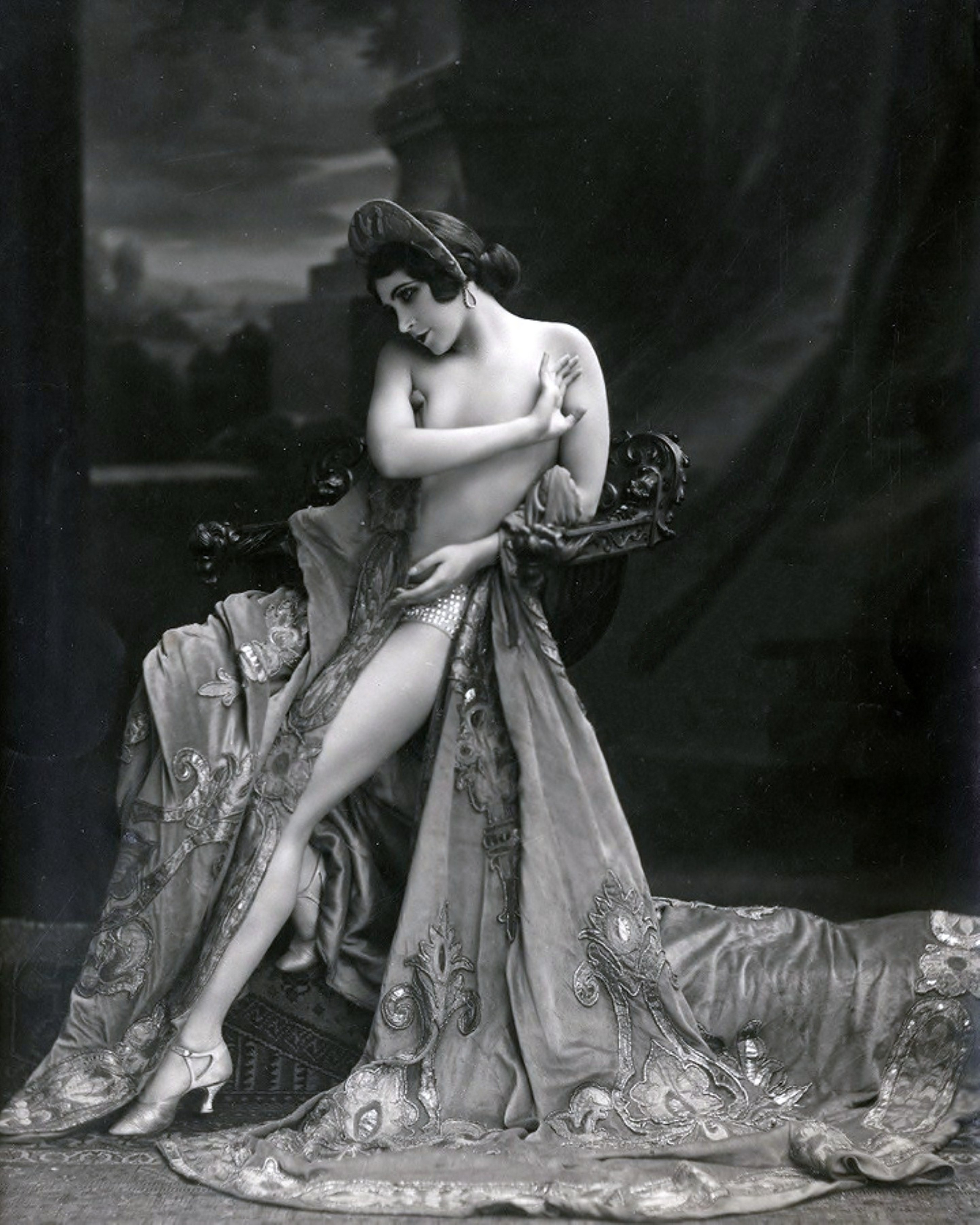
Étoiles et beautés vers 1925 par Auguste Varsavaux.

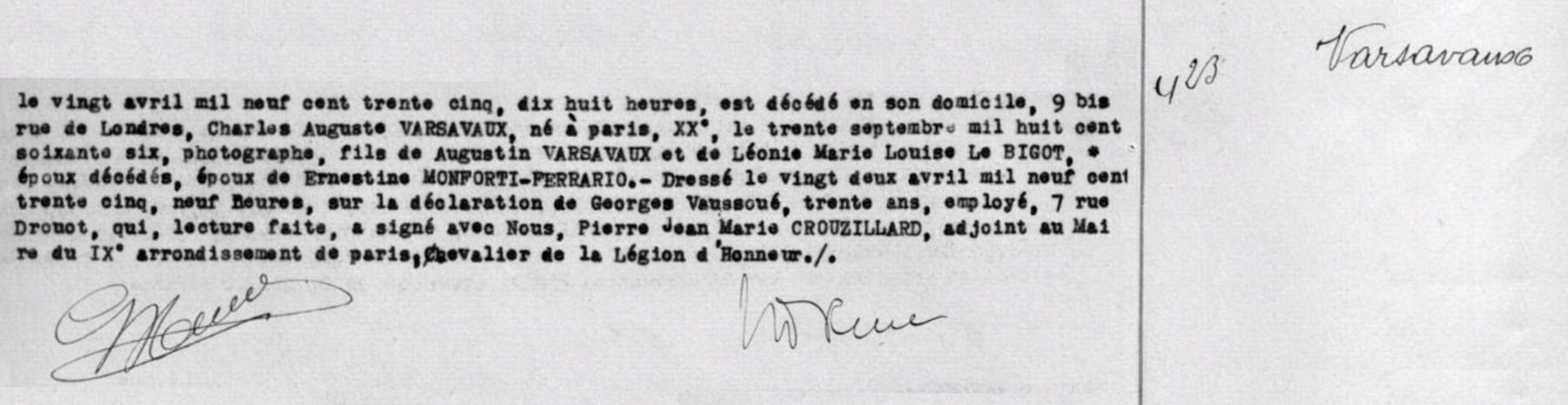
Acte de décès de Varsavaux, mentionnant l'adresse du studio Waléry. L'arrondissement de naissance indiqué dans l'acte est erroné. Charles Auguste Varsavaux est né dans le 10e arrondissement.

Charles Auguste Varsavaux est né le 30 septembre 1866 dans le 10e arrondissement de Paris sous le nom de sa mère, Léonie Marie Louise Le Bigot, blanchisseuse d'origine normande ; il est reconnu le 15 septembre 1870 par son père, Augustin Varsavaux, garçon limonadier originaire de Vaulx-Vraucourt, au moment de leur mariage.
Éduqué dans un milieu de commerçants et d'artisans parisiens, Charles Auguste épouse à Paris 11e le 24 novembre 1896 Ernestine Montforti-Ferrario (née à Milan le 12 août 1874), avec pour témoins Donatien Varsavaux, son frère, et Édouard Weber, tous deux photographes. On ne sait rien de sa formation artistique et photographique, ni l'origine de son prénom d'usage, « Lucien ».
En juin 1898, il est signalé comme « artiste-peintre et photographe », recevant les palmes académiques, et mentionné comme « directeur du studio photographique Waléry », situé au 9 bis rue de Londres ; ce studio a été ouvert originellement par Stanisław Julian Ostroróg puis repris par son fils Stanisław Julian Ignacy Ostroróg, lequel meurt en 1929 ; on ne connaît pas l'exacte relation entre Ostroróg fils et Charles Auguste. Le studio Waléry de Paris avait été cédé par Ostroróg père à Charles Louis Joseph Peeters en 1879, lequel loua les locaux aux photographes Aimé Dupont et Henry Rouen ; puis, Tony-Merlet qui représentait dès 1878 la « Photographie Waléry, Paris », reprend le studio mais fait faillite en avril 1885,. La propriété du studio revient ensuite à Félix Jules Chary.
Il est possible que Charles Auguste produisit des portraits photographiques sous la marque Waléry ou « Lucien Waléry ».
Il meurt à l'adresse du studio le 20 avril 1935 dans le 9e arrondissement de Paris, et, est inhumé au Cimetière parisien de Pantin (142e division).
En octobre 1938, le Bulletin municipal de la Ville de Paris signale qu'Ernestine Montforti-Ferrario, veuve de Charles Auguste dit « Lucien Varsavaux » et mère d'un fils prénommé Lucien-Louis-Paulin Varsavaux, photographe de profession, cède à la ville un immeuble dans le 16e arrondissement pour l'agrandissement de la rue de la Pompe.